# Francis Garnier (1912)
Francis Garnier – francuski niszczyciel z okresu I wojny światowej, jedna z 12 zbudowanych jednostek typu Bouclier. Okręt wypierał 832 tony, a jego główne uzbrojenie stanowiły dwa działa kalibru 100 mm wsparte lżejszą artylerią oraz bronią torpedową. Napędzana turbinami parowymi jednostka rozwijała prędkość 31 węzłów, osiągając zasięg 1200–1400 Mm przy prędkości 12–14 węzłów.
„Francis Garnier” został zwodowany 1 października 1912 roku w stoczni Chantiers et Ateliers Augustin Normand w Hawrze, a w skład Marine nationale wcielono go 9 lutego 1914 roku. Okręt służył na Morzu Północnym, aktywnie uczestnicząc w działaniach wojennych. Jednostkę wycofano ze służby 10 lutego 1926 roku, po czym została sprzedana w celu złomowania.

## Projekt i budowa

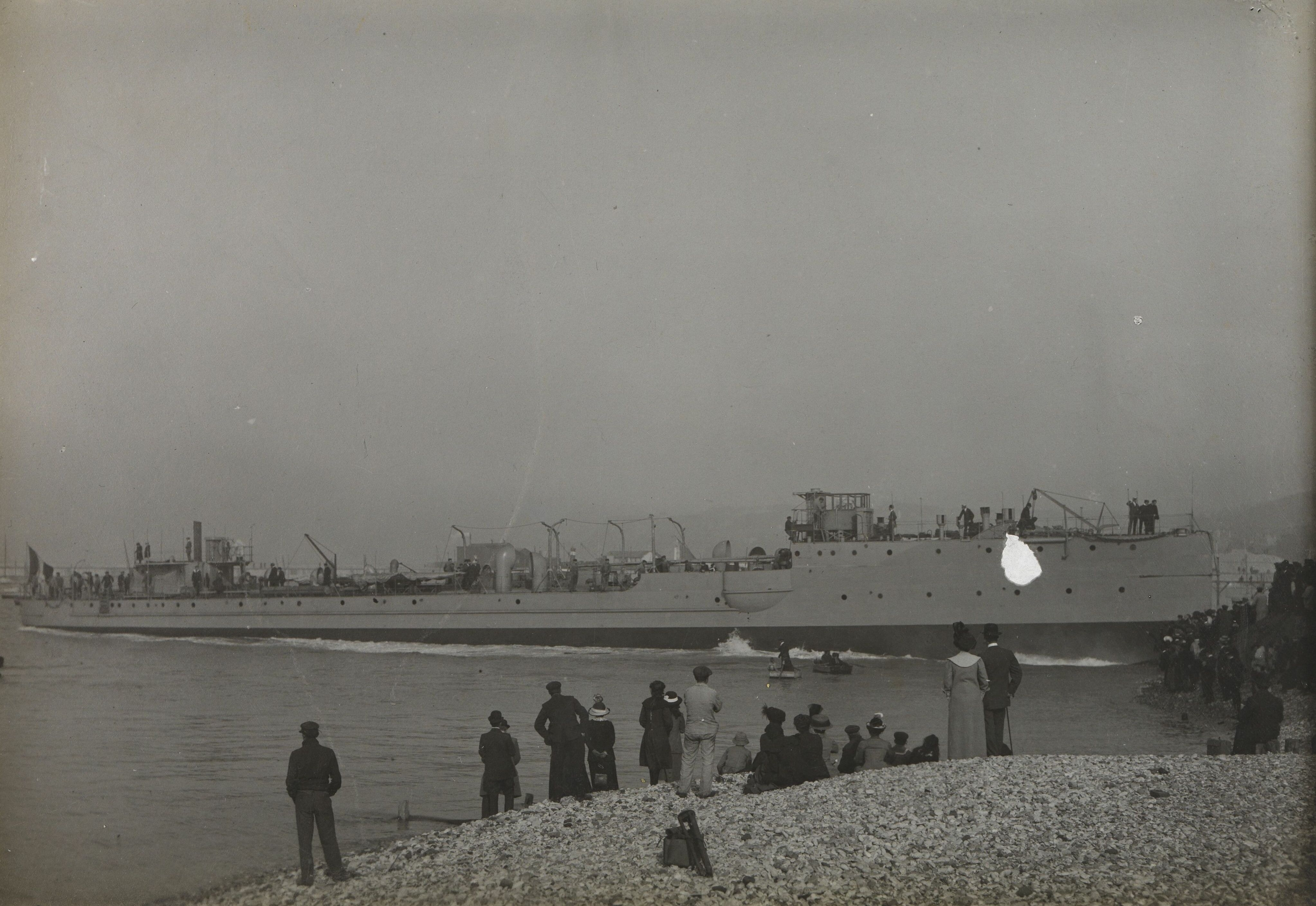
Wodowanie niszczyciela w Hawrze w 1912 roku

Po zbudowaniu serii niszczycieli (fr. contre-torpilleur d’escadre) „450-tonowych” (typu Spahi, Voltigeur i Chasseur) dowództwo floty podjęło działania w celu pozyskania większych okrętów. W 1907 roku Rada Najwyższa Floty postanowiła, że do 1919 roku zostaną zbudowane 63 nowe jednostki tej klasy, co oznaczało wodowanie sześciu–siedmiu okrętów rocznie. Powiększenie wyporności pozwalało na zamontowanie silniejszego niż stosowanego dotychczas uzbrojenia, zainstalowanie siłowni o większej mocy i zwiększenie dzielności morskiej, co miało umożliwić towarzyszenie siłom głównym w trudnych warunkach atmosferycznych. 28 kwietnia 1908 roku do Dowództwa Generalnego Marynarki Wojennej wpłynęło memorandum dyrektora ds. budowy okrętów Dudeboisa, w którym postulował on powiększenie wyporności nowo projektowanych niszczycieli co najmniej do 500–600 ton, podwyższenie pokładu dziobowego oraz wzmocnienie uzbrojenia z dotychczasowych sześciu dział kalibru 65 mm do dwóch–trzech dział kalibru 75–100 mm i czterech dział kalibru 65 mm. Jeśli chodzi o uzbrojenie torpedowe, to według początkowych założeń okręty miały mieć stałą wyrzutnię dziobową i dwa podwójne obracalne aparaty torpedowe na pokładzie. Ostatecznie wybrano wariant uzbrojenia z dwoma działami kalibru 100 mm i czterema kalibru 65 mm oraz czterema wyrzutniami torped w dwóch podwójnych aparatach. Niszczyciele miały być napędzane turbinami parowymi zasilanymi przez kotły opalane paliwem płynnym, co miało się przekładać na osiągnięcie podczas prób prędkości 31 węzłów. 31 maja 1908 roku służba techniczna budowy okrętów, kierowana przez inż. Lhomme, wysłała do zainteresowanych stoczni dokument z ogólną specyfikacją, którą musiały spełniać nowe okręty, dając konstruktorom pełną swobodę jeśli chodzi o realizację projektów. 
Projekt przyszłego „Francisa Garniera” był powiększoną wersją pierwszego niszczyciela typu Bouclier zbudowanego w stoczni Chantiers et Ateliers Augustin Normand w Hawrze – „Boucliera”, zaprojektowanego przez emerytowanego inżyniera marynarki Fernanda Fenota we współpracy z Émilem Galaudetem. Niszczyciel został zamówiony przez marynarkę 19 stycznia 1910 roku, będąc drugą jednostką typu Bouclier powstałą w tej wytwórni. Budowa sfinansowana została z budżetu marynarki na rok 1908, przedłożonego 11 maja i zatwierdzonego 31 grudnia 1907 roku, choć jego wykonanie było opóźnione do 1909 roku. Stępkę okrętu położono w 1910 roku, a zwodowany został 1 października 1912 roku.
Decyzją prezydenta Francji Armanda Fallièresa z 12 stycznia 1912 roku dowództwo budowanego okrętu objął kpt. mar. (fr. lieutenant de vaisseau) V.-A. de Pianelli. W dniach 20 grudnia 1912 roku oraz 1 lutego i 2 kwietnia 1913 roku okręt przeszedł wstępne testy stoczniowe. 1 lutego w wyniku przegrzania łożyska oporowego turbiny na pokładzie niszczyciela wybuchł pożar, a w jego rezultacie uszkodzona została także mesa oficerska. 3 kwietnia „Francis Garnier” został przekazany marynarce i poddany oficjalnym próbom morskim. Ich program obejmował pomiar liczby obrotów śrub przy prędkości 14 węzłów i przy prędkości maksymalnej, określenie zużycia paliwa przy prędkości 14 węzłów, pomiar prędkości maksymalnej podczas próby 6-godzinnej, sprawdzenie funkcjonowania wszystkich mechanizmów okrętowych oraz uzbrojenia artyleryjskiego i torpedowego. Wyniki prób były niezadowalające: okręt przy wyporności 746,127 tony rozwinął prędkość od 29,38 do 29,84 węzła. W rezultacie na niszczycielu rozpoczęto prace zmieniające konstrukcję jego turbin, co opóźniło wcielenie go do służby.

## Dane taktyczno-techniczne

### Charakterystyka ogólna
Okręt był niszczycielem ze zbudowanym ze stali kadłubem o zaokrąglonym kształcie, z podwyższonym pokładem dziobowym sięgającym średnio 4,5 metra ponad wodnicę i mającym niewielki spadek. Konstrukcja kadłuba oparta była na kilu wewnętrznym, czterech wzdłużnikach i wręgach, numerowanych od rufy. Blachy poszycia zewnętrznego miały grubość od 4 do 8 mm, a do stępki przymocowany był drewniany zewnętrzny kil. Stewa dziobowa była prawie prosta, z gładką krzywizną u dołu, rufa zaś miała wyraźny nawis. Okręt miał jeden ciągły pokład górny, na którym znajdowały się dwie nadbudówki: dziobowa i rufowa. Wysokość wolnej burty na śródokręciu wynosiła 2 metry.
Kadłub podzielony był za pomocą pięciu głównych grodzi na przedziały wodoszczelne, dochodzące do wysokości górnego pokładu, wydzielające kotłownie dziobową i rufową, przedziały turbinowe, skrajnik dziobowy z taranem oraz skrajnik rufowy. Prócz tego istniały dwie dodatkowe grodzie, umieszczone w dziobowej i rufowej części kadłuba, a w kadłubie znajdowała się pokaźna liczba małych przedziałów wodoszczelnych wydzielonych lekkimi grodziami. W części dziobowej pokładu dolnego znajdowały się: magazyny żywności, wina i wody, prochu czarnego, amunicji artyleryjskiej oraz komory łańcuchowe i zbiornik paliwa, zajmujący cała szerokość kadłuba; w części rufowej znalazły się natomiast oficerskie magazyny żywności, amunicji artyleryjskiej i głowic torpedowych oraz zbiornik paliwa. Na pokładzie górnym pod pokładem dziobowym znajdowały się: kubryk załogi, pomieszczenia gospodarcze, kambuzy, umywalnie i toalety; kubryk załogi oraz kambuz mieściły się także w nadbudówce dziobowej, a kubryk podoficerów oraz kabiny oficerów i dowódcy znajdowały się w nadbudówce rufowej. Na końcu pokładu dziobowego znajdował się niski pomost bojowy ze sterówką oraz platforma reflektorów, a nadbudówkę rufową zajmowały pomieszczenia radiostacji, pisarza i toalety oficerskie. Na okręcie zainstalowano dwa maszty: główny, usytuowany za pomostem (o wysokości 21 metrów) i znacznie niższy drugi, znajdujący się na nadbudówce rufowej.
Długość całkowita okrętu wynosiła 75,36 metra (74 metry między pionami, szerokość całkowita 7,834 metra (7,644 metra na wodnicy) i maksymalne zanurzenie rufy 3,26 metra. Wyporność projektowa wynosiła 780 ton, a normalna 832 tony.
Załoga okrętu składała się zazwyczaj z 5–6 oficerów oraz 75–77 podoficerów i marynarzy.

### Urządzenia napędowe
Siłownia jednostki składała się z dwóch turbin parowych systemu Parsonsa produkcji zakładów Compagnie Électro-Mécanique z Le Bourget, pracujących na dwie linie wałów zakończonych trójłopatowymi śrubami napędowymi. Pojedynczy zespół turbin składał się z umieszczonych w jednym korpusie turbiny wysokiego ciśnienia, turbiny niskiego ciśnienia i turbiny biegu wstecznego. Dziobowy zespół turbin napędzał prawoburtową linię wałów, zaś rufowy lewoburtową. Parę dostarczały cztery kotły wodnorurkowe Normand-Sigaudy o ciśnieniu roboczym 16 kG/cm², z których każdy miał po 12 palników. „Francis Garnier” był pierwszym francuskim okrętem, w którym do podgrzewania wody zasilającej kotły wykorzystano parę wylotową z maszyn pomocniczych, co zwiększyło wydajność maszyn. Spaliny odprowadzane były do czterech wysokich, zgrupowanych w pary kominów.
Maszyny osiągały łączną projektowaną moc 18 000 KM, co pozwalało na osiągnięcie prędkości maksymalnej co najmniej 31 węzłów przez sześć godzin. Zapas paliwa płynnego wynosił od 120 do 160 ton, co zapewniało zasięg wynoszący 1200–1400 Mm przy prędkości 12–14 węzłów .
Energia elektryczna wytwarzana była przez umieszczone w maszynowniach dwie prądnice o napędzie parowym. Na rufie znajdował się pojedynczy, zrównoważony ster, poruszany za pomocą parowej maszyny sterowej umiejscowionej na pokładzie głównym pod nadbudówką dziobową. Sterowanie okrętem odbywało się ze sterówki głównego pomostu bojowego, jak też pomostu rufowego (oba wyposażone były również w kompasy).

### Uzbrojenie i jego modyfikacje
Głównym uzbrojeniem artyleryjskim okrętu były dwa pojedyncze działa kalibru 100 mm M1893 L/45, umieszczone po jednym na dziobie i na nadbudówce rufowej. Długość działa wynosiła 4646,5 mm, a długość lufy 4500 mm; masa działa wynosiła 1700 kg, a masa osłony 28,5 kg. Armaty wykorzystywały amunicję rozdzielnego ładowania – pociski o masie 14,16 kg i umieszczone w metalowej łusce ładunki miotające o masie 3,7 kg. Maksymalna donośność wystrzeliwanego z prędkością początkową 740 m/s pocisku wynosiła 11 800 metrów, a szybkostrzelność 5–7 strzałów na minutę. Kąt ostrzału wynosił 240° dla działa dziobowego i 267° dla rufowego, a zapas amunicji 240-250 pocisków na lufę.
Artylerię drugiego kalibru stanowiły cztery pojedyncze działa kalibru 65 mm M1902 L/50, umieszczone parami na górnym pokładzie za pokładem dziobowym i obok nadbudówki rufowej. Długość działa wynosiła 3450 mm, a długość lufy 3250 mm; masa działa wynosiła 594 kg. Masa pocisku wynosiła 4 kg, a masa ładunku miotającego 1,425 kg. Maksymalna donośność wystrzeliwanego z prędkością początkową 870 m/s pocisku wynosiła 9000 metrów, a szybkostrzelność od 12 do 18 strzałów na minutę. Kąt podniesienia lufy wynosił od -16 do +20°, kąt ostrzału pary dział dziobowych 143° (rufowych 163°), a zapas amunicji 346 pocisków na lufę.
Magazyny amunicyjne dział wyposażone były w system zraszania i zalewania, a dostarczanie amunicji odbywało się za pomocą dwóch podnośników napędzanych silnikami elektrycznymi, z rezerwowym napędem ręcznym. Dane do strzelania uzyskiwano za pomocą systemu hydraulicznego Germaina.
Niszczyciel wyposażono w cztery nadwodne wyrzutnie torped kalibru 450 mm, umieszczone w dwóch podwójnych aparatach usytuowanych na górnym pokładzie na obu burtach między kominami a nadbudówką rufową. Masa aparatu wyrzutni wynosiła 1558 kg, a kąty naprowadzania po 45° w każdą stronę trawersu. Używano przeważnie torped M1909R, których łączny zapas wynosił sześć sztuk. Długość torpedy wynosiła 5,25 metra, a jej masa 710 kg (w tym głowica bojowa 110 kg). Pojemność zbiornika powietrza wynosiła 322 dm³, a jego ciśnienie 150 kG/cm². Zasięg dochodził do 2000 metrów przy prędkości 34 węzłów i 3000 metrów przy 30 węzłach.
W trakcie wojny uzbrojenie niszczyciela powiększyło się o pojedyncze działo przeciwlotnicze kalibru 47 lub 75 mm oraz dwa karabiny maszynowe St Etienne kalibru 8 mm, a na pokład zabierano 8–10 bomb głębinowych systemu Guirauda.

### Wyposażenie
Na okręcie zamontowano jeden reflektor o średnicy 60 cm, umieszczony na platformie pomostu bojowego. Niszczyciel wyposażony był w dwie kotwice admiralicji, umieszczone na obu burtach na specjalnych platformach kotwicznych i podnoszone zamontowaną na dziobie wciągarką z napędem parowym oraz ręcznym. Do łączności wewnętrznej służyło co najmniej 10 głównych linii rur głosowych, prowadzących do poszczególnych stanowisk i pomieszczeń. Jako środki ratownicze i komunikacyjne na okręcie znajdowały się: 7-metrowy ponton, 7-metrowy welbot, 4-metrowy jol oraz dwie szalupy Burtona.

## Służba
„Francis Garnier” został wcielony do służby w Marine nationale 9 lutego 1914 roku. Jednostka otrzymała numer identyfikacyjny M75 i znak burtowy „FG”. 20 lutego „Francis Garnier” został przyporządkowany do składu 2. Lekkiej Eskadry, operującej na Morzu Północnym i Atlantyku. 20 kwietnia „Francis Garnier” wyszedł z Cherbourga i dołączył pod Calais do krążowników „Amiral Aube” i „Marseillaise” w celu powitania brytyjskiej rodziny królewskiej.
1 sierpnia 1914 roku, tuż przed wybuchem I wojny światowej, „Francis Garnier” znajdował się w składzie operującej z Cherbourga Dywizji Torpedowej 2. Lekkiej Eskadry (wraz z siostrzanym niszczycielem „Capitaine Mehl”). 2 sierpnia, po wkroczeniu Niemców do Luksemburga, „Francis Garnier” i większość okrętów 2. Lekkiej Eskadry przepłynęły do Calais.

### I wojna światowa
Po rozpoczęciu działań wojennych i przejęciu przez Royal Navy odpowiedzialności za wschodnią część kanału La Manche, główne siły 2. Lekkiej Eskadry (cztery krążowniki pancerne oraz „Francis Garnier” i „Capitaine Mehl”) powróciły do Cherbourga. 1 grudnia na pokładzie okrętu przebywał generał Ferdinand Foch. W nocy z 2 na 3 grudnia 1914 roku niszczyciele „Francis Garnier”, „Aventurier” i „Intrépide” ostrzelały zdobytą przez Niemców Ostendę.
W lutym 1915 roku niszczyciel znajdował się w remoncie w Cherbourgu. Po przeprowadzonej pod koniec listopada reorganizacji sił torpedowych 2. Lekkiej Eskadry niszczyciele „Francis Garnier”, „Aventurier”, „Capitaine Mehl” i „Intrépide” zostały przebazowane do Dunkierki. 2 marca 1916 roku nieopodal Ostendy niszczyciele „Francis Garnier” i „Oriflamme” zdobyły niemiecki wodnosamolot, biorąc do niewoli pilota. W czerwcu, wobec wzmocnienia przez Niemców sił bazujących we Flandrii, na północny teatr działań wojennych z Morza Śródziemnego zostały skierowane siostrzane niszczyciele „Bouclier” i „Magon”. 27 października 1917 roku okręt został lekko uszkodzony w starciu z niemieckimi niszczycielami. W kwietniu i maju 1918 roku francuskie niszczyciele uczestniczyły w operacji zablokowania wyjść z Ostendy i Zeebrugge. „Francis Garnier” pozostał na Morzu Północnym do czasu zakończenia wojny.

### Służba powojenna
1 grudnia 1918 roku na pokładzie niszczyciela udali się z Calais do Londynu na rozmowy z premierem Wielkiej Brytanii Davidem Lloydem George’em m.in. premier Francji Georges Clemenceau, marszałek Ferdinand Foch i generał Maxime Weygand. 16 kwietnia 1919 roku „Francis Garnier” eskortował płynące do Francji z Londynu na holu dwa niemieckie U-Booty; koło latarni morskiej Beachy Head okręty urwały się z holu i jeden z nich osiadł na mieliźnie nieopodal ujścia rzeki Cuckmere, a drugi został zatopiony przez niszczyciel. W listopadzie „Francis Garnier” i „Mécanicien Principal Lestin” znajdowały się w składzie Dywizjonu Bałtyckiego. Na początku 1920 roku „Francis Garnier” i „Magon” zostały odstawione do rezerwy. 10 kwietnia 1921 roku „Francis Garnier” został wysłany z Tulonu w celu przyholowania do bazy uszkodzonego siostrzanego niszczyciela „Mangini”, co mimo sztormowej pogody udało się zrealizować przy pomocy holownika „Travailleur”. 15 czerwca 1921 roku okręt został przywrócony do czynnej służby, po czym w 1925 roku znów trafił do rezerwy. Następnie w Tulonie jednostka została użyta do testów zbiorników stabilizacyjnych. 10 lutego 1926 roku okręt wycofano ze służby, po czym został sprzedany w celu złomowania.